# Cervejaria Baden Baden
Cervejaria Baden Baden is een Braziliaanse microbrouwerij in Campos do Jordão, São Paulo. De brouwerij maakt deel uit van de brouwerijgroep Brasil Kirin.

## Geschiedenis
De microbrouwerij die gespecialiseerd is in speciaalbieren werd in 1999 opgericht door vier vrienden, Jose Vasconcelos, Aldo Bergamasco, Alberto Ferreira en Marcelo Moss,  en in 2000 werd het eerste bier op de markt gebracht: Red Ale. In 2001 werd begonnen met de productie van Bock, Cristal en Stout, gevolgd in 2004 door Golden en Christmas Beer en in 2005 door 1999. In 2008 werd begonnen met de productie van Tripel en Weiss. De naam komt van het gelijknamige restaurant dat in 1985 door een van de stichters, Jose Vasconcelos opgericht werd. In 2004 was de productie verdubbeld van 300 hl/maand naar 600 hl. In 2007 werd de brouwerij opgekocht door Grupo Schincariol, het huidige Brasil Kirin. Alle bieren worden gebrouwen volgens het Duitse Reinheitsgebot. De huidige brouwmeester Otto Siegfried Dummer studeerde af aan de Academy Doemens te München.

## Bieren[1]
- 1999, blonde bitter (ESB) met een alcoholpercentage van 6%
- Bock, bruin bokbier met een alcoholpercentage van 5,5%
- Chocolate Beer, bruin bier met een alcoholpercentage van 6%
- Christmas Beer, blond winterbier met een alcoholpercentage van 5,5%
- Cristal, blond pilsbier met een alcoholpercentage van 5%
- Golden, blonde  ale met een alcoholpercentage van 4,5%
- Red Ale, roodbruine ale met een alcoholpercentage van 9,2%
- Stout, zwart stout met een alcoholpercentage van 7,5%
- Tripel, amber tripel met een alcoholpercentage van 14%
- Weiss, blond weissbier met een alcoholpercentage van 5,2%
- Witbier, blond witbier met een alcoholpercentage van 4,9%
- Celebration Inverno, donkerbruine doppelbock met een alcoholpercentage van 8,2%, sinds 2004 jaarlijks in beperkte oplage

### Beperkte oplagen
- Celebration Verão, blonde Hefenweissen met een alcoholpercentage van 5,5%, 2005
- 20 anos, Porter, donkerbruine porter met een alcoholpercentage van 6,4%, 2005
- 15 anos Heller Bock, blond bokbier met een alcoholpercentage van 6,7%, 2014

## Onderscheidingen
- European Beer Star 2008 - Gouden medaille in de categorie Dry Stout voor Baden Baden Stout
- European Beer Star 2009 - Bronzen medaille in de categorie Dry Stout voor Baden Baden Stout
- Australian International Beer Awards 2009 - Bronzen medaille in de categorie British Style Pale Ale voor Baden Baden 1999
- Australian International Beer Awards 2009 - Zilveren medaille in de categorie Dry Stout voor Baden Baden Stout
- Australian International Beer Awards 2009 - Bronzen medaille in de categorie Scotch Ale voor Baden Baden Red Ale
- South Beer Cup, Argentinië 2011 - Zilveren medaille in de categorie Wheat Beer voor Baden Baden Weiss
- South Beer Cup, Argentinië 2011 - Gouden medaille in de categorie Special Beer voor Baden Baden Golden
- Australian International Beer Awards 2011 - Zilveren medaille in de categorie Scotch Ale and Barleywine Package voor Baden Baden Red Ale
- Australian International Beer Awards 2011 - Bronzen medaille in de categorie Dry Stout voor Baden Baden Stout
- World Beer Awards 2011 - Americas Best in de categorie Strong Lager voor Baden Baden Bock
- World Beer Awards 2012 - Americas Best in de categorie Strong Lager voor Baden Baden Bock
- Australian International Beer Awards 2012 - Bronzen medaille in de categorie Dry Stout voor Baden Baden Stout
- Australian International Beer Awards 2012 - Bronzen medaille in de categorie German Style Hefe packaged voor Baden Baden Weiss
- World Beer Awards 2012 - Americas Best in de categorie Fruit Flavoured voor Baden Baden Golden